# Nervicaris
Nervicaris is een geslacht van uitgestorven kreeftachtigen uit de klasse van de Malacostraca (hogere kreeftachtigen).

## Soort
- Nervicaris belgica Racheboeuf & Clement, 2009 †